# Triumfetta heliocarpoides
Triumfetta heliocarpoides là một loài thực vật có hoa trong họ Cẩm quỳ. Loài này được Bullock miêu tả khoa học đầu tiên năm 1937.